# Usseau (Deux-Sèvres)
Usseau is een plaats en voormalige gemeente in het Franse departement Deux-Sèvres in de regio Nouvelle-Aquitaine en telt 673 inwoners (1999). De plaats maakt deel uit van het arrondissement Niort.

## Geschiedenis
Usseau is op 1 januari 2019 gefuseerd met de gemeenten Priaires en Thorigny-sur-le-Mignon tot de gemeente Val-du-Mignon. 

## Geografie
De oppervlakte van Usseau bedraagt 16,3 km², de bevolkingsdichtheid is 41,3 inwoners per km².
De onderstaande kaart toont de ligging van Usseau (Deux-Sèvres) met de belangrijkste infrastructuur en aangrenzende gemeenten.

## Demografie
Onderstaande figuur toont het verloop van het inwonertal.
Priaires · Thorigny-sur-le-Mignon · Usseau